# Juri Borissowitsch Milner

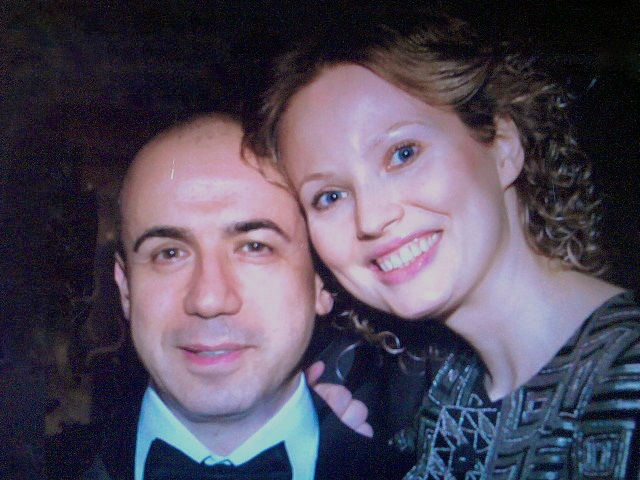
Juri Milner mit seiner Frau Julia

Juri Borissowitsch Milner (russisch Юрий Борисович Мильнер; * 11. November 1961 in Moskau) ist ein russisch-israelischer Unternehmer, Investor und Manager jüdischer Abstammung mit Wohnsitzen in Moskau sowie im Bundesstaat Kalifornien in den USA. Im Jahr 2012 zählte ihn das Finanzmagazin Bloomberg Markets zu den 50 einflussreichsten Personen der Welt.

## Leben
Milner kam am 11. November 1961 als Sohn eines Ökonomen und einer Laborantin in Moskau zur Welt. Im Jahr 1985 beendete er sein Studium für Physik an der Lomonossow-Universität. Danach arbeitete er für das Lebedew-Institut im Bereich der theoretischen Physik, unter der Leitung des späteren Nobelpreisträgers Witali Ginsburg. In dieser Zeit begann er mit dem Verkauf von Computern. 1990 siedelte Milner in die Vereinigten Staaten über. Er studierte dort an der Wharton School, eine der renommiertesten Business Schools der Welt, verließ diese jedoch ohne Abschluss. Von 1992 bis 1995 arbeitete Juri Milner für die Weltbank in Washington, wo er als Experte für die Entwicklung des russischen Banksystems tätig war. Anschließend ging er zurück nach Moskau, wo er 1995 Generaldirektor der Firma „Alliance-Menatep“ wurde und Ende 1996 zum Vize-Präsidenten und Leiter der Investment-Abteilung der vom russischen Oligarchen Michail Chodorkowski gegründeten Bank Menatep aufstieg. Chodorkowski hatte im April 1996 den Vorstandsvorsitz bei der Bank Menatep aufgegeben um in die Führung von Jukos zu wechseln. Milner war von Februar 1997 bis Dezember 2000 stellvertretender Vorsitzender bei der Moskauer Bank, die bis zur Krise von 1998 zu den zehn größten russischen Banken zählte, jedoch bereits im Mai 1999 ihre Banklizenz verlor und im September 1999 für bankrott erklärt wurde.

### Internetunternehmen
Juri Milner wandte sich danach dem Internetgeschäft zu und machte sich einen Namen als Internetinvestor, indem er in mehrere Projekte, sowohl in Russland als auch in den Vereinigten Staaten, investierte. Die herausragendsten Beispiele dafür sind die Mail.ru Group in Russland bzw. Facebook und Twitter in den USA.
Im Jahr 2008 konnte Milner den russischen Milliardär und Oligarchen Alischer Usmanow für eine Beteiligung an mail.ru gewinnen. Das marktbeherrschende Unternehmen zog im Jahr 2011 circa 70 % des Datenverkehrs im russischen Bereich des Internets auf sich. Im Jahr 2009 wurde Milner von Mark Zuckerberg zu einem Investment bei Facebook eingeladen. Die beiden entwickelten in der Folge ein freundschaftliches Verhältnis. Milner erwarb für 200 Millionen Dollar einen Anteil von zunächst zwei Prozent an Facebook. Ende 2017 teilte Milner jedoch mit, dass sein Management-Unternehmen DST Global die gesamten Anteile sowohl an Facebook wie an Twitter bereits 2014 wieder abgestoßen hätte.
Im November 2017 wurde Milner in den Veröffentlichungen der Paradise Papers aufgelistet. Die zur selben Zeit von der New York Times erhobenen Vorwürfe, dass seine Investitionen bei Facebook und Twitter vom Kreml unterstützt worden seien, wies Milner als „weit hergeholt“ zurück. Zugleich wies er darauf hin, dass er seine Investition in Facebook im Mai 2009 getätigt habe, zu einer Zeit also, als Hillary Clinton nach Moskau gereist sei, um in den Beziehungen zwischen Moskau und Washington „den Reset-Knopf zu drücken“. Die Facebook-Beteiligung von Milner zusammen mit Alischer Usmanow betrug in der Spitze neun Prozent. Zu den weiteren Vorwürfen der NYT teilte er mit, dass sein Kontakt zu Jared Kushner im Jahr 2015 rein geschäftlicher Natur gewesen sei.
Darüber hinaus beklagte er einen Klimawandel in den USA. Während bis 2016 seine russische Staatsbürgerschaft keine Rolle gespielt habe, genüge es inzwischen Russe zu sein, um automatisch in Verdacht zu geraten. Im Sommer 2022 legte er nach eigenen Angaben die russische Staatsbürgerschaft ab.

### Philanthropie und Stiftungen
Milner schloss sich der Wohltätigkeitsinitiative The Giving Pledge an.
Seine Physics Prize Foundation verleiht seit 2012 eine Reihe hochdotierter Physikpreise (New Horizons in Physics Prize, Fundamental Physics Prize, Physics Frontiers Prize).
Im Jahr 2013 hob Milner zusammen mit Mark Zuckerberg und anderen den Breakthrough Prize aus der Taufe, der in Nachahmung des Nobelpreiskonzeptes Wissenschaftler für herausragende Leistungen mit hohen Preisgeldern in verschiedenen Kategorien belohnt. 2015 startete Juri Milner gemeinsam mit seiner Frau die Breakthrough Initiative, wozu auch das von ihm finanzierte Breakthrough-Listen-Projekt zählt. Im April 2016 präsentierte Milner gemeinsam mit Stephen Hawking das Forschungs- und Entwicklungsprojekt Breakthrough Starshot, für das er 100 Millionen Dollar bereitstellte. In dem Projekt soll ein Konzept erarbeitet werden, mit dem Nanosatelliten zu Forschungszwecken bis in das der Erde benachbarte Sternsystem Alpha Centauri gesendet werden können.

## Privatleben
Im Jahr 2011 erregte Milner internationale Aufmerksamkeit, als er eine Villa im Stil eines französischen Schlosses mit 2.370 m² Wohnfläche im Hauptgebäude auf einem sieben Hektar großen Gelände in Los Altos Hills im Silicon Valley im Wert von mehr als 100 Millionen US-Dollar erwarb. Die Kaufsumme soll zu den höchsten gehören, die jemals für ein Einfamilienanwesen in den USA bezahlt worden ist.
Er ist seit 2004 mit dem russischen Ex-Model Julia Bochkova verheiratet, die sich auch als Malerin und Fotografin betätigt. Aus der Ehe gingen zwei Kinder hervor. Milner besucht zwar regelmäßig die Synagoge, beschreibt seine Religiosität ansonsten aber als „sehr begrenzt“. Milner ist Eigentümer der Luxus-Yacht Andromeda.

### Vermögen
Milners Privatvermögen wurde vom Forbes Magazine im Juli 2021 auf etwa 4,8 Milliarden US-Dollar geschätzt.